# Паллиата
Паллиа́та (от лат. pallium — древнегреческий мужской плащ), или комедия плаща (лат. fabula palliata) — древнеримская комедия III—II веков до н. э., в которой действие происходило в греческой среде с использованием греческой одежды (отсюда и название жанра, в отличие от тогаты — жанра комедий из римской жизни, в которых действующие лица были облачены в тоги, национальное римское одеяние). Сюжеты паллиаты часто заимствовались авторами из образцов новоаттической комедии (в частности, из сочинений Менандра), так как староаттическая комедия (Аристофан и др.) представляла собой сатиру на греческую политическую действительность и не представляла интереса для римской публики. Конфликт зачастую носит бытовой характер. Наиболее видные авторы, писавшие паллиаты, — Гней Невий, Плавт, Цецилий Стаций, Теренций. Наряду с паллиатой среди собственно римских жанров античной литературы выделяют также сатуру, ателлану, фесценнины.